# Declan Ganley
Declan James Ganley é um homem de negócios e um activista político. Nascido a 23 de julho de 1968 em Watford, Hertfordshire, no Reino Unido, filho de pais irlandeses, Ganley possui dupla nacionalidade – nacionalidade britânica e nacionalidade irlandesa.
Ganley  é o actual Presidente da Direcção da Rivada Networks, uma empresa da área dos sistemas de telecomunicações. É também o fundador e Presidente do movimento político Libertas, um movimento político pan-europeu que fez companha pelo Não no referendo irlandês de 2008 ao Tratado de Lisboa, e que se prepara para fazer uma campanha pan-europeia para as eleições de 2009 para o Parlamento Europeu.